# Кемперле
 Тази статия е за града във Франция.  За кантона вижте Кемперле (кантон).  
Кемперлѐ (на френски: Quimperlé, [kɛ̃pɛʁle]) е град в северозападна Франция, административен център на кантона Кемперле в департамент Финистер на региона Бретан. Населението му е около 12 хиляди души (2015).
Разположен е на 35 метра надморска височина в Армориканските възвишения, на 11 километра северно от бреговете на Бискайския залив и на 44 километра югоизточно от град Кемпер. Селището съществува от V век, като е запазен манастир от средата на XI век. Днес основа за стопанството на града е хранителната промишленост, включително голям месопреработвателен завод на групата „Бигар“. Кемперле е център на малка агломерация, включваща още предградието Тремеван.

## Известни личности
Родени в Кемперле
- Теодор Ерсар дьо Ла Вилмарке (1815 – 1895), фолклорист

Починали в Кемперле
- Теодор Ерсар дьо Ла Вилмарке (1815 – 1895), фолклорист